# Macrocneme albiventer
Macrocneme albiventer là một loài bướm đêm thuộc phân họ Arctiinae, họ Erebidae.